# Bietstöck
Bietstöck är en bergstopp i Schweiz. Den ligger i kantonen Nidwalden, i den centrala delen av landet, 80 km öster om huvudstaden Bern. Toppen på Bietstöck är 2 182 meter över havet.